# La selva inflada
La selva inflada es una película documental colombiana de 2016 dirigida por Alejandro Naranjo. Ha sido exhibida en importantes festivales en Colombia y a nivel internacional como el Festival de Cine de Cartagena, el Festival de Cine de Oaxaca, el Festival de Cine Iberoamericano de Huelva, el Festival de Nuevo Cine Latinoamericano de La Habana y la Semana Internacional de Cine de Valladolid. Obtuvo una mención especial del jurado en el Festival de Cine Documental de Múnich y en la Semana Internacional de Cine de Valladolid.

## Sinopsis
En la selva amazónica colombiana se está presentando un extraño y creciente caso de suicidios entre la población indígena joven. En el documental se explora este caso y se relata la llegada del capital y el hombre blanco a la selva, que poco a poco está invadiendo el espacio natural ancestral de las tribus amazónicas.